# Patrick Russel
Pour les articles homonymes, voir Russel.
Patrick Russel, né le 22 décembre 1946 à Chamonix, est un skieur alpin français membre du Grenoble Université Club. Il a remporté la coupe du monde de Slalom en 1969 et 1970 et la coupe du monde de Géant en 1971. Il a été vice-champion du monde de slalom et vice-champion du monde du combiné en 1970 à Val Gardena. Au total il a remporté 13 victoires en coupe du monde (dont kitzbuhel, Wengen, Adelboden, Aare…) pour un total de 26 podiums.  Il compte également 1 victoire au Kandahar à Crans Montana.
Il fut le premier skieur à pratiquer et à avoir mis au point la technique de « l'avalement », permettant de garder au maximum le contact skis - neige. Il a apporté un ski résolument moderne dans le début des années 1970. Une blessure une semaine avant les jeux olympiques de Sapporo, où il était le favori du slalom et du géant, ne lui a pas permis de s'exprimer pleinement.
Le 9 décembre 1973, il est exclu de l'équipe de France avec Jean-Noël Augert, Henri Duvillard, Roger Rossat-Mignod, Britt et sa sœur Ingrid Lafforgue. Cette décision incompréhensible a décapité le  ski français des plus grands champions de l'époque. Mais elle leur aura valu, par la suite, une réhabilitation et des excuses de la part de la Fédération française de ski.

## Palmarès

### Championnats du monde
| Épreuve / Édition         | Descente | Slalom géant | Slalom | Combiné |
| Mondiaux 1970 Val Gardena | 43e      | 8e           | Argent | Argent  |

### Coupe du monde
- Meilleur résultat au classement général : 2e en 1970
  - Vainqueur de la coupe du monde de géant en 1971
  - Vainqueur de la coupe du monde de slalom en 1969 et 1970
  - 13 victoires : 4 géants et 9 slaloms
  - 26 podiums

#### Saison par saison
- Coupe du monde 1968 :
  - Classement général : 9e
    - 2 victoires en slalom : Oslo et Kranjska Gora
- Coupe du monde 1969 :
  - Classement général : 8e
    - Vainqueur de la coupe du monde de slalom
    - 2 victoires en slalom : Kitzbühel et Aare
- Coupe du monde 1970 :
  - Classement général : 2e
    - Vainqueur de la coupe du monde de slalom
    - 2 victoires en géant : Lienz et Heavenly Valley
    - 4 victoires en slalom : Wengen, Kitzbühel, Megève et Voss
- Coupe du monde 1971 :
  - Classement général : 3e
    - Vainqueur de la coupe du monde de géant
    - 2 victoires en géant : Val-d'Isère et Adelboden
    - 1 victoire en slalom : Mont Sainte-Anne
- Coupe du monde 1972 :
  - Classement général : 41e

### Arlberg-Kandahar
- Vainqueur du Kandahar 1971 à Crans Montana/Mürren

### Championnats de France
- Champion de France de Slalom Géant en 1971
- Champion de France de Slalom en 1971